# John Bailey (Schauspieler)
John Bailey (* 26. Juni 1914 in New Cross, London, England; † 18. Februar 1989 in London, England) war ein britischer Schauspieler.

## Leben
Bailey erhielt ein Stipendium der LLC Foundation für die Royal Academy of Dramatic Art (RADA), an der er seine Schauspielausbildung absolvierte. Er begann seine Karriere als Theaterschauspieler in den 1930er Jahren und trat häufig in sog. Repertory-Theaterproduktionen auf. Sein London-Debüt gab er in dem Theaterstück Robert's Wife an der Seite von Edith Evans und Owen Nares. Während der Probenarbeit an dem Theaterstück Present Laughter von Noël Coward wurde Baileys Karriere durch den Beginn des Zweiten Weltkriegs unterbrochen. 
Nach dem Zweiten Weltkrieg kehrte Bailey zum Theater zurück, wo er unter anderem am Bristol Old Vic Theatre auftrat. Bailey spielte am 5. Oktober 1947 in der ersten BBC-Liveübertragung nach dem Zweiten Weltkrieg die Rolle des Romeo in William Shakespeares Tragödie Romeo und Julia; seine Partnerin als Julia war Rosalie Crutchley. Mehrfach wirkte er als Theaterschauspieler in Produktionen der Prospect Theatre Company mit, so als Don Armado in Verlorene Liebesmüh’ 1972 am Aldwych Theatre in London mit Prunella Scales, und als Gloucester in König Lear. Im Mai 1979 spielte er in London den Provost in Maß für Maß in einer Produktion der Riverside Studios unter der Regie von Peter Gill. Ende der 1970er Jahre war er am Bristol Old Vic auch als Arzt Sergejewitsch Dorn in Anton Tschechows Drama Die Möwe zu sehen.
Bailey arbeitete auch für den Film und das Fernsehen. Ende der 1940er Jahre und Anfang der 1950er Jahre drehte Bailey in Großbritannien eine Reihe von Kinofilmen unterschiedlicher Filmgenres. In dem britischen Filmdrama Mann im Netz spielte er unter der Regie von Lawrence Huntington einen Einbrecher und Dieb. 1952 verkörperte er an der Seite von Maria Schell den belgischen Aristokraten Philipe de Malvines in dem britischen Kriegsdrama Wenn das Herz spricht. In dem Spionagethriller Venetian Bird spielte er die Rolle des undurchsichtigen, patriotischen Offiziers Longo. In dem historischen Melodrama Rasputin – Der wahnsinnige Mönch übernahm er 1966 die Rolle eines Hofarztes.
Im Verlauf seiner Karriere arbeitete Bailey später dann hauptsächlich für das britische Fernsehen, wo er in zahlreichen Fernsehserien, unter anderem in Mit Schirm, Charme und Melone, Simon Templar, Doctor Who, Coronation Street und Van der Valk zu sehen war. Außerdem spielte er 1967 in der Verfilmung des Romans Die Forsyte-Saga die Rolle des Künstlers Aubrey Greene. In der Miniserie Holocaust – Die Geschichte der Familie Weiss übernahm er 1978 die Rolle von Hans Frank.

## Filmografie (Auswahl)
- 1947: Romeo und Julia (TV)
- 1948: It Happened in Soho
- 1949: Mann im Netz (Man on the Run)
- 1950: Achtung! Kairo… Opiumschmuggler (Cairo Road)
- 1951: Der dreizehnte Gast (Circle of Danger)
- 1951: Wenn das Herz spricht (So Little Time)
- 1952: The Assassin (Venetian Bird)
- 1960: Der Marder von London (Never Let Go)
- 1961–1968: Mit Schirm, Charme und Melone (The Avengers; Fernsehserie, 4 Folgen)
- 1963: Simon Templar (The Saint; Fernsehserie, 1 Folge)
- 1964–1980: Doctor Who (Fernsehserie, 9 Folgen)
- 1966: Rasputin – Der wahnsinnige Mönch (Rasputin: The Mad Monk)
- 1966–1967: Task Force Police
- 1967: Die Forsyte-Saga (Fernsehserie)
- 1969: Coronation Street (Fernsehserie, 2 Folgen)
- 1969: Callan (Fernsehserie, 1 Folge)
- 1973: Van der Valk (Fernsehserie, 1 Folge)
- 1978: Holocaust – Die Geschichte der Familie Weiss
- 1978: Simon Templar – Ein Gentleman mit Heiligenschein (Return of the Saint; Fernsehserie, 1 Folge)
- 1978: Life of Shakespeare (Miniserie)
- 1983: Die unglaublichen Geschichten von Roald Dahl (Tales of the Unexpected; Fernsehserie, 1 Folge)
- 1987: Personal Service (Personal Services)